# Helle Clausen
Helle Damm-Henrichsen (født Clausen 1967) er en tidligere dansk atlet og fotomodel. Hun var medlem af Fredericia AK 63 og fra 1985 Freja Odense.

## Danske mesterskaber
- Bronze 1983 Højdespring 1,71

## Personlige rekorder
- Højdespring: 1,73 m Glostrup Stadion 29. maj 1982